# سیارک ۶۸۰۹
سیارک ۶۸۰۹ (به انگلیسی: 6809 Sakuma، نامگذاری:1938DM1) شش هزار و هشتصد و نهمین سیارک کشف شده‌است که در ۲۰ فوریه ۱۹۳۸ و در هایدلبرگ کشف شد.
قدر مطلق سیارک برابر ۱۳٫۱۰ است.